# Муйредах мак Руадрах

Ирландия в VIII — первой трети IX века

Муйредах мак Руадрах (др.‑ирл. Muiredach mac Ruadrach; умер в 829) — король Лейнстера (805—806 и 808—829) из рода Уи Дунлайнге.

## Биография
Муйредах был одним из сыновей правителя Лейнстера Руайдри мак Фаэлайна, умершего в 785 году. Септ, к которому он принадлежал, назывался в честь его деда Уи Фаэлайн. Резиденция его правителей, известных как короли Айртир Лифи (восточной части долины реки Лиффи), находилась в Нейсе.
В 804 году начался конфликт между лейнстерским королём Финснехтой Четырёхглазым и верховным королём Ирландии Аэдом Посвящённым из рода Кенел Эогайн. В этом и в следующем годах верховный король несколько раз вторгался в Лейнстер. Во время последнего похода, совершённого в 805 году, Аэд изгнал Финснехту из королевства. Тот нашёл убежище при дворе коннахтского короля Муиргиуса мак Томмалтайга. На лейнстерский же престол верховный король возвёл Муйредаха мак Руадраха и его троюродного брата Муйредаха мак Брайна из септа Уи Муйредайг. Они совместно начали править королевством, однако уже в 806 году Финснехта с помощью войска, предоставленного ему правителем Коннахта, вторгся в Лейнстер. Свергнутый король разбил в сражении войско, возглавлявшееся Муйредахом мак Руадрахом и его братом Диармайтом. Эта победа позволила Финснехте восстановить свою власть над лейнстерскими землями.
Финснехта Четырёхглазый умер в 808 году. После его смерти в королевстве начались междоусобия, во время которых в 809 году погиб правитель Уи Хеннселайг (Южного Лейнстера) Келлах Тосах. Лейнстерский же престол снова перешёл к Муйредаху мак Руадраху. Как правитель, владевший властью над королевством двадцать один год, он упоминается в «Лейнстерской книге». Также как и в 805—806 годах, он правил Лейнстером совместно с Муйредахом мак Брайном вплоть до кончины того в 818 году.
В ирландских анналах упоминается о состоявшемся в 814 году сражении между войском, возглавляемым неназванными по именам сыновьями Брана Ардхенна, и войском Уи Хеннселайг во главе с королём Каталом мак Дунлайнге. Победу в сражении одержали сыновья Брана Ардхенна, которыми, как предполагается, были Муйредах мак Брайн и его брат Келлах.
В этом же году умер брат короля Муйредаха мак Руадраха, «наместником Лейнстера» (лат. satrapa Lagenarum) Браен, названный в анналах «лейнстерским героем».
В год смерти смерти Муйредаха мак Брайна верховный король Ирландии Аэд Посвящённый снова попытался разделить власть над Лейнстером между несколькими королями-соправителями. Для этого Аэд в 818 году собрал войско в пограничном с Лейнстером селении Дун Куайр (вблизи Энфилда), вторгся во владения Муйредаха и объявил о передаче престола неназванным в анналах по именам «внукам Брана Ардхенна». Точно не установлено, кто конкретно был выдвинут верховным королём в правители Лейнстера. Однако известно, что все внуки Брана в то время были ещё несовершеннолетними, что, вероятно, и не позволило им удержать в своих руках лейнстерский престол. Вероятно, союзниками Аэда Посвящённого были брегцы, о которых сообщается, что в год вторжения верховного короля они, возглавляемые Келлахом, сыном бывшего короля Лагора Фогартаха мак Куммаскайга, одержали победу над лейнстерским войском под командованием Конхобара, сына Муйредаха мак Руадраха. В ответ на вторжение Аэда правитель Лейнстера организовал поход на север острова, во время которого лейнстерцами был убит помощник аббата монастыря в Килморе, находившегося под покровительством верховного короля.
Изгнание с престола Муйредахом мак Руадрахом ставленников Аэда Посвящённого и убийство лейнстерцами высокопоставленного члена общины Килморского монастыря привели в 819 году к очередному вторжению верховного короля Ирландии во владения правителя Лейнстера. Несмотря на то, что во время этого похода Аэд разорил множество селений от границы до Глендалоха, Муйредах смог сохранить за собой единоличную власть над королевством.
После смерти верховного короля Ирландии Аэда Посвящённого, скончавшегося в том же 819 году, Муйредах мак Руадрах установил добрососедские отношения с его преемником Конхобаром мак Доннхадой из рода Кланн Холмайн. В 820 году отряды из Лейнстера участвовали в войне верховного короля против его врагов, короля Айлеха Мурхада мак Маэл Дуйна, предъявившего свои права на титул верховного короля, и правителей Бреги. Возглавляемое Мурхадом войско вторглось в королевство Миде. Конхобар и Муйредах выступили ему навстречу, но вмешательство ирландского духовенства в конфликт королей предотвратило битву.
В 827 году произошли столкновения на собранном верховным королём Ирландии Конхобаром мак Доннхадой оэнахе. Вслед за этим крупные беспорядки возникли на королевском собрании (Оэнахе Колмана) в Лейнстере. Причиной смуты, приведшей к многочисленным жертвам, стало нападение Муйредаха мак Руадраха на его соперников из правившего землями Южного Лейнстера рода Уи Хеннселайг.
В этом же году лейнстерское войско потерпело поражение от викингов. В результате нападения норманнов на военный лагерь погибли Коналл мак Ку Хонгейлт из рода Уи Хеннселайг и множество других лейнстерцев.
Муйредах мак Руадрах скончался в 829 году. Новым правителем Лейнстера стал Келлах, брат короля-соправителя Муйредаха мак Брайна. Власть же над септом Уи Фаэлайн унаследовал брат Муйредаха, умерший в 832 году Диармайт мак Руадрах, упоминаемый в анналах как король Айртир Лифи.